# Strihin drvo
Strihin drvo (strihnos, lat. Strychnos), rod ljekovitih i otrovnih grmastih penjačica i drveća iz porodice loganijevki (Loganiaceae). Postoji preko 200 priznatih vrsta u tropskoj Americi, Africi i Aziji
Od poznatijih vrsta to su ignacijeva kost (S. ignatii), strihnos drvo ili kučiba (S. nux-vomica), natalska naranča (S. spinosa), i najpoznatija je S. toxifera. Alkaloidi strihnin i kurare dobivali su se iz biljaka ovih vrsta. Kod domorodaca Amerike otrove kurare koristili su u lovu.

## Vrste
1. Strychnos aculeata Soler.
2. Strychnos acuta Progel
3. Strychnos aenea A.W.Hill
4. Strychnos afzelii Gilg
5. Strychnos alvimiana Krukoff & Barneby
6. Strychnos amazonica Krukoff
7. Strychnos andamanensis A.W.Hill
8. Strychnos angolensis Gilg
9. Strychnos angustiflora Benth.
10. Strychnos araguaensis Krukoff & Barneby
11. Strychnos asperula Sprague & Sandwith
12. Strychnos asterantha Leeuwenb.
13. Strychnos atlantica Krukoff & Barneby
14. Strychnos axillaris Colebr.
15. Strychnos bahiensis Krukoff & Barneby
16. Strychnos barnhartiana Krukoff
17. Strychnos barteri Soler.
18. Strychnos benthamii C.B.Clarke
19. Strychnos bicolor Progel
20. Strychnos bifurcata Leeuwenb.
21. Strychnos boonei De Wild.
22. Strychnos borneensis Leenh.
23. Strychnos brachiata Ruiz & Pav.
24. Strychnos brachistantha Standl.
25. Strychnos brasiliensis (Spreng.) Mart.
26. Strychnos bredemeyeri (Schult.) Sprague & Sandwith
27. Strychnos campicola Gilg ex Leeuwenb.
28. Strychnos camptoneura Gilg & Busse
29. Strychnos canthioides Leeuwenb.
30. Strychnos castelnaeana Baill.
31. Strychnos cathayensis Merr.
32. Strychnos cayennensis Krukoff & Barneby
33. Strychnos cerradoensis Krukoff & Barneby
34. Strychnos chlorantha Progel
35. Strychnos chromatoxylon Leeuwenb.
36. Strychnos chrysophylla Gilg
37. Strychnos cocculoides Baker
38. Strychnos cogens Benth.
39. Strychnos colombiensis Krukoff & Barneby
40. Strychnos colubrina L.
41. Strychnos congolana Gilg
42. Strychnos coriacea Thwaites
43. Strychnos croatii Krukoff & Barneby
44. Strychnos cuminodora Leeuwenb.
45. Strychnos cuniculina Leeuwenb.
46. Strychnos curtisii King & Gamble
47. Strychnos daclacensis C.K.Tran
48. Strychnos dale De Wild.
49. Strychnos dalzellii C.B.Clarke
50. Strychnos dantaensis Manoel, Carrijo & E.F.Guim.
51. Strychnos darienensis Seem.
52. Strychnos davidsei Krukoff & Barneby
53. Strychnos decussata (Pappe) Gilg
54. Strychnos densiflora Baill.
55. Strychnos diaboli Sandwith
56. Strychnos dinhensis Pierre ex Dop
57. Strychnos dinklagei Gilg
58. Strychnos diplotricha Leeuwenb.
59. Strychnos divaricans Ducke
60. Strychnos dolichothyrsa Gilg ex Onochie & Hepper
61. Strychnos duckei Krukoff & Monach.
62. Strychnos ecuadoriensis Krukoff & Barneby
63. Strychnos elaeocarpa Gilg ex Leeuwenb.
64. Strychnos erichsonii M.R.Schomb. ex Progel
65. Strychnos eugeniifolia Monach.
66. Strychnos fallax Leeuwenb.
67. Strychnos fendleri Sprague & Sandwith
68. Strychnos flavescens King & Gamble
69. Strychnos floribunda Gilg
70. Strychnos froesii Ducke
71. Strychnos fulvotomentosa Gilg
72. Strychnos gardneri A.DC.
73. Strychnos gerrardii N.E.Br.
74. Strychnos glabra Sagot ex Progel
75. Strychnos gnetifolia Gilg ex Onochie & Hepper
76. Strychnos goiasensis Krukoff & Barneby
77. Strychnos gossweileri Exell
78. Strychnos grayi Griseb.
79. Strychnos gubleri  G.Planch.
80. Strychnos guianensis (Aubl.) Mart.
81. Strychnos henningsii Gilg
82. Strychnos hirsuta Spruce ex Benth.
83. Strychnos icaja Baill.
84. Strychnos ignatii Bergius
85. Strychnos innocua Delile
86. Strychnos jacarepiensis Manoel & E.F.Guim.
87. Strychnos javariensis Krukoff
88. Strychnos jobertiana Baill.
89. Strychnos johnsonii Hutch. & M.B.Moss
90. Strychnos kasengaensis De Wild.
91. Strychnos krukoffiana Ducke
92. Strychnos lanata A.W.Hill
93. Strychnos lanceolaris Miq.
94. Strychnos ledermannii Gilg & Gilg-Ben.
95. Strychnos leenhoutsii Tirel
96. Strychnos lobelioides Krukoff & Barneby
97. Strychnos longicaudata Gilg
98. Strychnos lucens Baker
99. Strychnos lucida R.Br.
100. Strychnos luzonensis Elmer
101. Strychnos madagascariensis Poir.
102. Strychnos maingayi C.B.Clarke
103. Strychnos malacoclados C.H.Wright
104. Strychnos malacosperma Ducke & Fróes
105. Strychnos malchairii De Wild.
106. Strychnos matopensis S.Moore
107. Strychnos mattogrossensis S.Moore
108. Strychnos medeola Sagot ex Progel
109. Strychnos melanocarpa Gilg & Gilg-Ben.
110. Strychnos melastomatoides Gilg
111. Strychnos melinoniana Baill.
112. Strychnos mellodora S.Moore
113. Strychnos memecyloides S.Moore
114. Strychnos millepunctata Leeuwenb.
115. Strychnos mimfiensis Gilg ex Leeuwenb.
116. Strychnos minor Dennst.
117. Strychnos mitis S.Moore
118. Strychnos mitscherlichii M.R.Schomb.
119. Strychnos moandaensis De Wild.
120. Strychnos mostueoides Leeuwenb.
121. Strychnos myrtoides Gilg & Busse
122. Strychnos narcondamensis A.W.Hill
123. Strychnos ndengensis Pellegr.
124. Strychnos neglecta Krukoff & Barneby
125. Strychnos ngouniensis Pellegr.
126. Strychnos nicaraguensis Huft
127. Strychnos nigricans Progel
128. Strychnos nigritana Baker
129. Strychnos nitida G.Don
130. Strychnos nux-blanda A.W.Hill
131. Strychnos nux-vomica L.
132. Strychnos odorata A.Chev.
133. Strychnos oiapocensis Fróes
134. Strychnos oleifolia A.W.Hill
135. Strychnos ovata A.W.Hill
136. Strychnos pachycarpa Ducke
137. Strychnos panamensis Seem.
138. Strychnos panganensis Gilg
139. Strychnos parviflora Spruce ex Benth.
140. Strychnos parvifolia A.DC.
141. Strychnos peckii B.L.Rob.
142. Strychnos penninervis A.Chev.
143. Strychnos pentantha Leeuwenb.
144. Strychnos phaeotricha Gilg
145. Strychnos poeppigii Progel
146. Strychnos polyantha Pierre ex Dop
147. Strychnos polytrichantha Gilg
148. Strychnos potatorum L.f.
149. Strychnos progeliana Krukoff & Barneby
150. Strychnos pseudoquina A.St.-Hil.
151. Strychnos psilosperma F.Muell.
152. Strychnos puberula McPherson
153. Strychnos pubiflora Krukoff
154. Strychnos pungens Soler.
155. Strychnos ramentifera Ducke
156. Strychnos recognita Krukoff & Barneby
157. Strychnos retinervis Leeuwenb.
158. Strychnos ridleyi King & Gamble
159. Strychnos romeu-belenii Krukoff & Barneby
160. Strychnos rondeletioides Spruce ex Benth.
161. Strychnos rubiginosa A.DC.
162. Strychnos rufa C.B.Clarke
163. Strychnos rupicola Pierre ex Dop
164. Strychnos samba P.A.Duvign.
165. Strychnos sandwithiana Krukoff & Barneby
166. Strychnos scheffleri Gilg
167. Strychnos schultesiana Krukoff
168. Strychnos schunkei Krukoff & Barneby
169. Strychnos setosa Krukoff & Barneby
170. Strychnos solerederi Gilg
171. Strychnos solimoesana Krukoff
172. Strychnos sonlaensis C.K.Tran
173. Strychnos soubrensis Hutch. & Dalziel
174. Strychnos spinosa Lam.
175. Strychnos splendens Gilg
176. Strychnos staudtii Gilg
177. Strychnos subcordata Spruce ex Benth.
178. Strychnos tabascana Sprague & Sandwith
179. Strychnos talbotiae S.Moore
180. Strychnos tarapotensis Sprague & Sandwith
181. Strychnos tchibangensis Pellegr.
182. Strychnos ternata Gilg ex Leeuwenb.
183. Strychnos tetragona A.W.Hill
184. Strychnos thorelii Pierre ex Dop
185. Strychnos tomentosa Benth.
186. Strychnos torresiana Krukoff & Monach.
187. Strychnos toxifera R.H.Schomb. ex Lindl.
188. Strychnos tricalysioides Hutch. & M.B.Moss
189. Strychnos trichocalyx A.W.Hill
190. Strychnos trichoneura Leeuwenb.
191. Strychnos tseasnum Krukoff & Barneby
192. Strychnos umbellata (Lour.) Merr.
193. Strychnos urceolata Leeuwenb.
194. Strychnos usambarensis Gilg ex Engl.
195. Strychnos vanprukii Craib
196. Strychnos variabilis De Wild.
197. Strychnos villosa A.W.Hill
198. Strychnos vitiensis A.W.Hill
199. Strychnos wallichiana Steud. ex A.DC.
200. Strychnos xantha Leeuwenb.
201. Strychnos xylophylla Gilg
202. Strychnos zenkeri Gilg ex Baker

## Vanjske poveznice
|  | Zajednički poslužitelj ima još gradiva o temi Strychnos |
|  | Wikivrste imaju podatke o taksonu Strychnos             |